# Étanchéité à l'eau
Pour les articles homonymes, voir Étanchéité.
L'étanchéité à l'eau est l'ensemble des dispositions constructives mise en œuvre pour empêcher l'entrée de l'eau à l'intérieur d'un bâtiment. L'objectif est de s'assurer que les éléments naturels extérieurs (pluies, neige, nappe phréatique, vent) et la présence de vapeur d'eau dans l'air (humidité ambiante) ne viennent pas mettre en péril les éléments constitutifs du bâtiment (structure, isolation).
La protection d'un bâtiment contre l'eau fait l'objet de nombreuses techniques de construction, différentes selon les époques et selon l'élément du clos et couvert. Les solutions sont différentes selon que l'on envisage l'étanchéité à l'eau d'un mur enterré, d'une façade, du plancher bas et des couvertures.

## Définitions
Le monde du bâtiment a un vocabulaire propre, visant à décrire les techniques de construction à chaque métier. Le Dicobat comprend plus de 17 000 définitions différentes, tandis que le dictionnaire du BTP des éditions Eyrolles en comprend plus de 10 000. L'étanchéité à l'eau désigne la capacité d'un bâtiment à résister au passage de l'eau, notamment aux intempéries. Il ne faut pas confondre l'étanchéité à l'eau avec l'« étanchéité », qui désigne les techniques de construction qui ont pour objet de rendre étanche une paroi, et l'« étanchéité à l'air » qui vise à limiter voire supprimer les infiltrations d'air.

## Humidité dans les bâtiments
Le terme humidité utilisé dans le langage de la construction correspond à une présence anormale d'eau dans un bâtiment. Pour une bonne prise en compte de l'humidité il faut la considérer dans ses différents états : sous forme liquide, de vapeur d'eau ou de cristaux de glace.

### Sources d'humidité dans le bâtiment

#### Eau liquide
L'eau sous forme liquide trouve des sources diverses dans le bâtiment :
- l'humidité peut être causée par la pluie et la neige lorsqu'elle fond. Les précipitations peuvent également rebondir sur les sols autour du bâtiment : il s'agit de l'eau de rejaillissement[5] ;
- l'eau est également présente dans les sols, soit par infiltrations d'eau de pluie, soit par la présence d'une nappe phréatique[6],[7]. Par exemple, lorsque le mur est adossé à des terres, il retient l'eau dont les terres sont imprégnées par l'effet des sources ou des pluies et qui finissent par transsuder au travers des maçonneries. L'eau peut ensuite être pompée par le phénomène de remontées capillaires[5],[7] ;
- l'eau sous forme liquide peut également provenir de fuites de canalisation[5].

Afin de déceler la provenance de cette eau liquide qui cause des dommages, il est nécessaire de réaliser une recherche de fuite.

#### Vapeur d'eau
L'eau sous forme gazeuse trouve des sources diverses dans le bâtiment :
- la vapeur d'eau est produite durant le chantier par le séchage des matériaux comme les chapes, mortiers, enduits et peintures, voire par le séchage fortuit de matériaux ayant été exposés aux eaux pluviales[8] ;
- durant l'utilisation du bâtiment, les activités humaines à l'intérieur du bâtiment et plus particulièrement celle provenant des salles d'eau ou de pièces où l'eau est employée en abondance sont une importante source de production de vapeur d'eau. Les occupants produisent de la vapeur d'eau par leur respiration et surtout par l'usage de ce bâtiment (séchage du linge ou cuisine par exemple). Les quantités d'eau transportées dans l'air sont beaucoup plus élevées que celles transportées par les matériaux[5]. L'humidité ambiante est alors prise en charge par un système de ventilation approprié, souvent une ventilation mécanique contrôlée.

La vapeur d'eau contenue dans l'air peut condenser sur des surfaces dont la température est inférieure ou égale au point de rosée,. Elle peut également se diffuser à travers une paroi lorsque les concentrations en vapeur d'eau sont différentes de part et d'autre de la paroi : il s'agit du phénomène de migration de la vapeur d'eau. Si au cours de cette migration à travers un matériau, la température de la paroi est inférieure ou égale au point de rosée, la vapeur d'eau va condenser à l'intérieur de la paroi.

### Action conjuguée de l'humidité et du gel
Le corps des murs en élévation subit une altération progressive qui peut compromettre leur solidité. Une humidité constante n'est pas nécessairement nuisible à des constructions en pierre : les pierres enfouies dans le sol quoique séjournant constamment dans l'eau ne sont pas exposées à se détériorer mais il n'en est pas de même de celles qui ont à subir une alternance de l'humidité, de la sécheresse et du gel. Les matériaux employés habituellement dans les constructions : bois, briques, moellons, pierres y compris les pierre les plus dures, le marbre ou le granit sont tous plus ou moins poreux c'est-à-dire que plongés dans l'eau après avoir été préalablement pesés dans un état de sécheresse complet il n'en est aucun qui pesé de nouveau ne donne un poids supérieur résultant de la dose d humidité qu'il aura absorbée. Lorsque le matériau est soumis au gel, l'humidité se transforme en glace qui peut exercer des pressions disruptives sur le matériau qui conduit à sa fragmentation (cryoclastie) ce qui peut compromettre la cohésion et la stabilité du mur (on dit que le matériau est gélif).

### Dégâts causés par l'humidité
Parmi les nombreux inconvénients de l'humidité, on doit compter l'insalubrité (développement de moisissures -Aspergillus, et la redoutable Mérule pleureuse - et la prolifération d’acariens.) qu'elle génère et l'action destructive qu'elle exerce sur presque tous les objets qui sont en contact avec elle. L'humidité envahit tous les corps qu'elle rencontre horizontalement, verticalement et dans toutes les directions. Sous son action :
- les enduits se détériorent et tombent,
- les lambris, planchers et parquets pourrissent,
- la peinture farine et se détache,
- les papiers s'imbibent et se décomposent, les textiles s'altèrent.
- les meubles, ainsi que tous les objets que l'on amasse dans nos appartements sont exposés à une détérioration plus ou moins rapide mais inévitable.

## Étanchéité à l'eau des murs enterrés

### Étanchéité à l'eau contenue dans les sols

#### Eaux de ruissellement

##### AuXIXesiècle
Au XIXe siècle, un drain était réalisé en pied de maçonnerie. Une tranchée était réalisée pour séparer les terres humides du mur en ayant soin de la creuser aussi bas que la retraite des fondations. On maçonnait au fond de cette tranchée une rigole en pierres ou en briques, à laquelle on donnait une pente d'un pour cent au moins et la forme d'une petite voûte renversée. Au-dessus de la rigole, on construisait une voûte en pierres sèches, et au-dessus de cette voûte on remplissait la tranchée avec de la blocaille jetée pèle-mêle et sans mortier. L'eau des terres suintait alors à travers cette blocaille, se rassemblait dans la rigole et s'écoulait au dehors par une issue qu'on avait pris soin de ménager. Il suffisait de donner à la tranchée 40 cm à 50 cm de largeur au fond. On tenait ses parois aussi raides que possible par des étrésillons qu'on enlevait au fur et à mesure qu'on la remplissait de blocaille. S'il n'en existait pas un crépi était soigneusement réalisé en mortier hydraulique.
Un autre moyen était utilisé pour faire disparaître l'humidité dont les terres sont imprégnées, cause première de celle du mur. C'est le forage de puits absorbants. On appelait ainsi des trous forés à la sonde comme les puits artésiens, mais qui produisent un effet inverse. Dans certains cas, l'humidité de certaines couches de terre provient des couches d'argile imperméables qui se trouvent en dessous d'elles et qui ne laissent pas filtrer les eaux plus bas dans des terrains perméables sur lesquels elles reposent elles-mêmes. Si l'on vient à percer le banc d'argile par des trous de sonde, l'eau trouve son écoulement naturel, et le banc d'argile devient alors un véritable bouclier qui empêche les eaux imprégnant les terrains sous-jacents d'être pompées par les maçonneries. La connaissance exacte de la constitution géologique du sol peut seule augurer de la faisabilité du système.

##### AuXXIesiècle

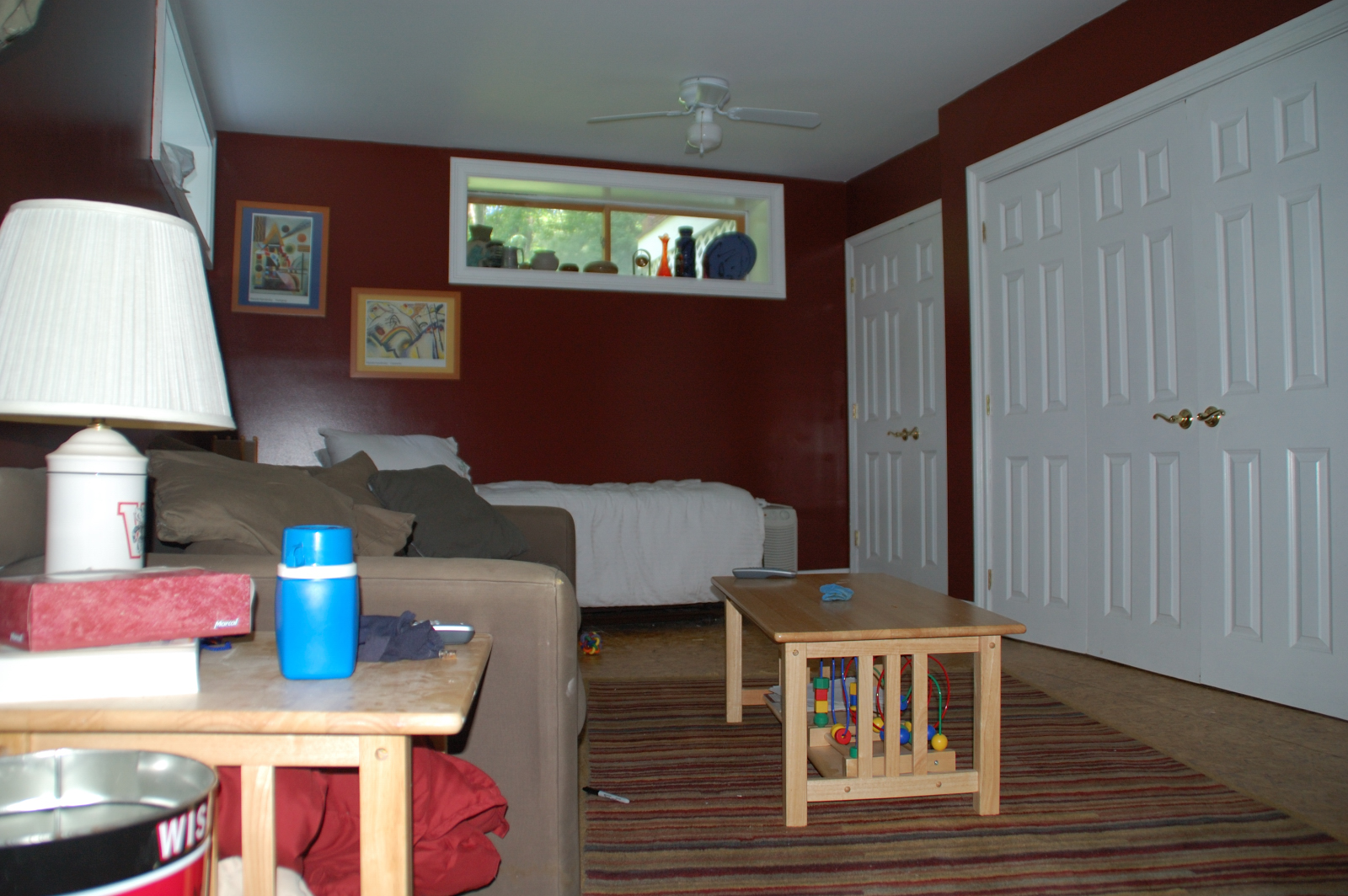
Les murs d'une pièce habitable réalisée dans un garage, comme cette chambre aux États-Unis, doivent être protégés par une étanchéité.

La protection d'un mur à l'humidité est fonction du degré de sollicitation à l'eau du mur (présence de sols drainants ou non par exemple) et du besoin de protection à l'eau de la pièce. En France, le degré de protection à l'eau d'un mur est défini dans le DTU 20.1. Lorsque aucune trace d'humidité est acceptable sur le mur, par exemple dans le cas d'une pièce habitable, la mise en place d'une étanchéité est obligatoire. 
Si le propriétaire accepte la présence d'humidité ou de petites infiltrations d'eau, une simple imperméabilisation est suffisante : selon la sollicitation à l'eau du mur, elle peut par exemple être constituée d'un dressage au mortier hydrofuge puis d'un badigeon de produits noirs de fondation, éventuellement protégé par une nappe à excroissances et un remblai drainant. Dans le cas d'un mur où la présence d'humidité est proscrite, les murs reçoivent sur leur face en contact avec la terre, un enduit de dressement, sur lequel est mis en œuvre un revêtement d'étanchéité, protégé par une nappe à excroissance, un remblai approprié raccordé au drainage périphérique du bâtiment.

#### Eau de nappe phréatique
Si le niveau de la nappe phréatique est au-dessus du plancher du sous-sol, un cuvelage doit être réalisé,.

### Remontées capillaires
Au XIXe siècle, le meilleur moyen se prémunir contre l'humidité issue des remontées capillaires consistait à interposer à un certain niveau du mur un obstacle qui empêchait l'humidité de passer. On utilisait le plomb, des enduits composés de corps gras bitumineux ou résineux ou des mortiers hydrofuges. La barrière d'étanchéité était placée un peu en dessous du niveau du sol intérieur du rez-de-chaussée et légèrement au-dessus du sol extérieur. Au XXIe siècle, la manière de procédé est semblable. Les matériaux ont évolué caoutchouc, polyéthylène nervuré, etc.

## Étanchéité à l'eau des planchers bas

### AuXIXesiècle
Anciennement, pour les pièces au-dessous du rez-de-chaussée, on préconisait un enduit général de bitume étendu sur toute la surface du sol sur lequel on disposait éventuellement un lit de mortier ; au-dessus de cet chape on établissait ensuite, soit un carrelage, soit un dallage de pierre ou de marbre, soit un parquet au-dessus de lambourdes. Les lambourdes ou dallages pouvaient être disposés sur des murs espacés de manière régulière, préfiguration de ce que seront les vides ventilés.

### Caves et vide ventilé
La cave était le lieu où l'on entreposait les denrées ou le vin, le bois, plus tard, le charbon. Selon Jacques-François Blondel en 1750 leur destination est de rendre le sol du bâtiment moins humide et par conséquent plus habitable. Des soupiraux pour éclairer sont placés en vis=à-vis « au pied murs de face, du côté de la cour et du côté Jardins; afin que par cette direction elles puissent faciliter la circulation de l'air ce qui contribue rendre beaucoup plus sains les Appartements qui sont élevés au-dessus ».
La mise en œuvre des caves, dans certains cas, fait l'objet de soins particuliers. Une cave doit être fraîche en été, tempérée en hiver, pour la conservation du vin, exempte d'humidité :
En 1820, autant qu'il se pourra, les caves à destination de la conservation du vin « seront construites profondément en terre, entourées de bons aqueducs, trois ou quatre pieds plus bas que le pavé de la cave, faits en bonne maçonnerie ou en briques, pour qu'en tout temps, la cave soit parfaitement sèche; sans cela, les douves et les cercles y sont très-vite pourris. Les murs servant en même temps de fondements au bâtiment placé au-dessus, et ayant à résister à la poussée des terres et de la voûte, seront construits en bons matériaux, avec du mortier fait en chaux vive (éteinte à mesure qu'on l'emploie), du bon sable de rivière, et le crépissage mêlé de cendres tamisées ou de briques pilées. On donnera à ces murs quatre à cinq pieds d'épaisseur suivant l'élévation ou le poids des murs qu'ils auront à supporter... ». On place des soupiraux au pour modifier l'atmosphère dans certaines circonstances.
Dans des rénovations maladroites les soupiraux se retrouvent souvent obturés, les caves ne sont plus ventilées, l'humidité n'est plus évacuée ce qui contribue dans certains cas au développement de moisissures et à la dégradation des murs.
Le vide ventilé ou vide sanitaire est un espace de 80-100 cm ménagé entre le plancher du rez-de-chaussée et le sol et qui communique avec l'extérieur au moyen de sas ou de tuyaux en T disposés de manière ponctuelle, destiné à évacuer l'humidité ambiante excédentaire. Certaines caves de faible hauteur pourront faire penser à des vides ventilés, toutefois il semblerait que cette manière de procéder nous viendrait des États-Unis et que l'Europe l'aurait adoptée à partir des années 1950, pendant la reconstruction.

## Étanchéité à l'eau des façades

### Contre les intempéries

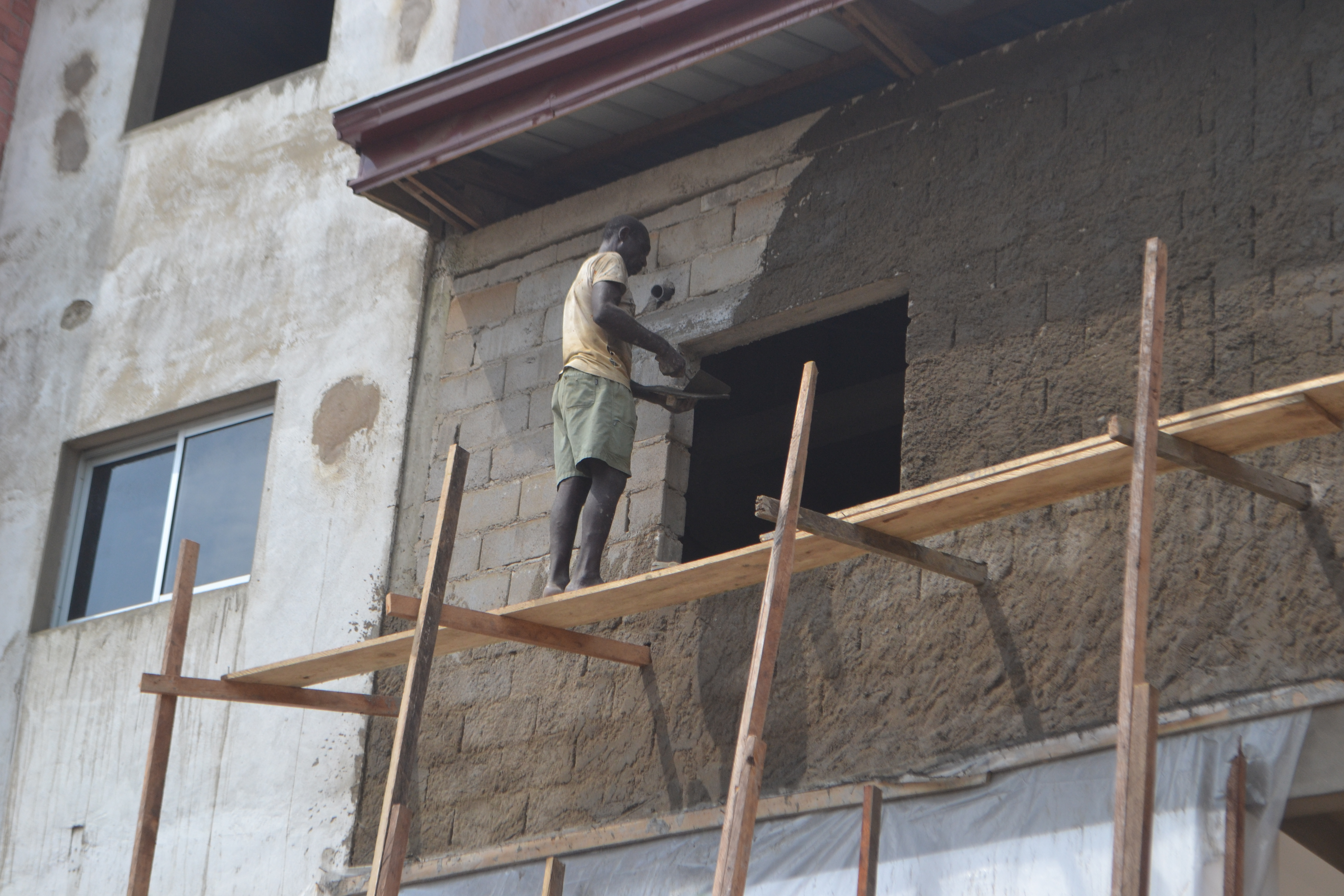
Crépissage d'un bâtiment au Cameroun.

En Europe, la composition et l'épaisseur du mur ont été dictées par des impératifs d'étanchéité. Le mur devait être suffisamment épais et suffisamment étanche pour qu'entre deux saisons successives de temps pluvieux, le mur ait le temps de sécher suffisamment pour qu'à aucun moment l'humidité du mur ne parvienne jusqu'à sa face intérieure. On préservait éventuellement le bas des murs via un revêtement de dalles sur une hauteur d'environ un mètre. Si la base des murs était en pierre calcaire de bonne qualité ou en pierre de meulière bien « rocaillée » ce revêtement n'était pas nécessaire.
Utilisant de la pierre ou de la brique les murs devaient être très épais. Pour remédier à cet inconvénient quatre compositions de mur extérieur se sont constituées par la suite :
- le crépi sur mur plein, dans les pays les plus secs ;
- le mur plein à peau étanche à l'eau et à la vapeur d'eau, par apposition d'une lame de pierre, de céramique ou d'un matériau synthétique ;
- le mur creux. Le parement extérieur est séparé du bloc intérieur, porteur ou non, par une coulisse ventilée, dans laquelle, plus tard s'insérera un isolant voire un pare-vapeur ;
- le bardage en écaille de bois d'ardoise ou de terre cuite.

## Étanchéité à l'eau des couvertures

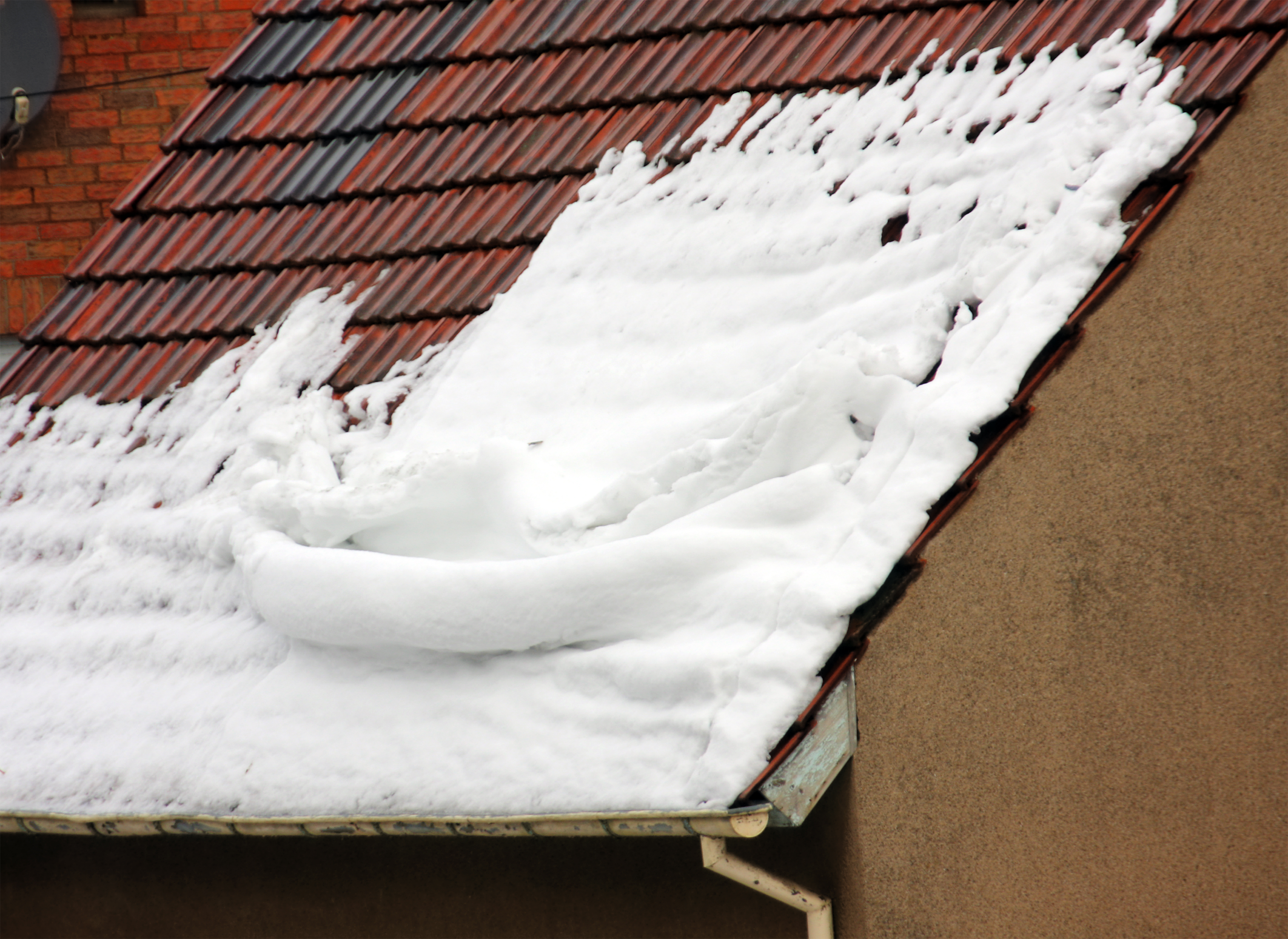
La couverture doit permettre l'étanchéité à l'eau sous forme de pluies, de neige et de vapeur.

### Couverture sous comble
La couverture d'un bâtiment est prévue pour assurer le « couvert », c'est-à-dire protéger les structures des intempéries. Le choix de la couverture se fait en fonction des conditions climatiques du bâtiment (exposition à la pluie, à la neige et au vent) et également de choix architecturaux ou financiers. Il détermine la pente de la toiture. Plusieurs types de couvertures existent : ardoise, bardeaux, chaume, tuiles ou encore feuilles métalliques (en zinc, en cuivre, en plomb), plaque fibrociment , etc.

### Toiture-terrasse
Les toitures-terrasses reçoivent un complexe d'étanchéité car leur pente est trop faible pour permettre l'évacuation gravitaire de l'eau. Une toiture-terrasse est constituée d'un élément porteur, d'un support d'étanchéité, d'un revêtement d'étanchéité et d'une protection d'étanchéité. Un revêtement d'étanchéité est posé sur le support d'étanchéité. Ce produit de construction peut être une feuille à base de bitume modifié (élastomère SBS, élastomérique SBS ou plastomère APP) ou des membranes synthétiques thermoplastiques ou vulcanisées. Les feuilles ou les membranes sont soudées entre elles.
Une protection d'étanchéité est mise en place. Cette protection peut être une autoprotection par paillette d'ardoise ou feuille d'aluminium pour les feuilles à base de bitume modifié, une protection meuble composée de granulats courants ou une protection lourde. La protection lourde est très variée, selon la destination de la toiture : chape en mortier ou en béton, dalles sur plots, couches successives de matériaux drainants et de terre pour une terrasse jardin, etc.

## Garantie décennale
La garantie décennale s'applique à tous les défauts d'étanchéité à l'eau affectant le clos et couvert au titre de l'impropriété à destination.